# Rune Selsing
Rune Selsing (f. 1982) er en dansk filosof, forfatter, kommentator og foredragsholder. Han har skrevet i Jyllands-Posten siden 2012 og anmelder bøger i Berlingske.
Selsing er uddannet cand.mag i filosofi og cand. polit. begge fra Københavns Universitet. I den offentlige debat har han især skrevet om kultur, borgerlighed, indvandring, kunst og eksistentialisme, og han er erklæret nationalkonservativ.
Sammen med sin hustru, Eva Selsing, udgav han i 2022 den filosofiske debatbog Den Borgerlige Orden.

## Privat
Rune Selsing er gift med Eva Selsing, og sammen har de fire børn. 